# Arinae
Arinae é uma subfamília de papagaios pertencentes à família Psittacidae, cujos membros vivem nas Américas do Sul e Central, Caribe, e algumas poucas espécies em Galápagos e na América do Norte. Compreende cerca de 150 espécies, divididas em 32 gêneros.

## Taxonomia
A taxonomia do grupo não está totalmente esclarecida.
- Tribo Arini
  - Gênero Cyanoliseus
  - Gênero Enicognathus
  - Gênero Rhynchopsitta
  - Gênero Pyrrhura
  - Gênero Anodorhynchus
  - Gênero Leptosittaca
  - Gênero Ognorhynchus
  - Gênero Diopsittaca
  - Gênero Guarouba
  - Gênero Conuropsis (extinto)
  - Gênero Cyanopsitta
  - Gênero Orthopsittaca
  - Gênero Ara
  - Gênero Primolius (3 espécies anteriormente em Propyrrhura)
  - Gênero Aratinga
  - Gênero Psittacara
  - Gênero Nandayus
- Tribo Androglossini
  - Gênero Pionopsitta
  - Gênero Triclaria
  - Gênero Pyrilia (7 espécies anteriormente em Pionopsitta).
  - Gênero Pionus
  - Gênero Graydidascalus
  - Gênero Alipiopsitta (anteriormente em Amazona, Salvatoria)
  - Gênero Amazona
- Incertae sedis
  - Gênero Pionites (2 espécies)
  - Gênero Deroptyus (1 especie)
  - Gênero Hapalopsittaca (4 espécies)
  - Gênero Nannopsittaca (2 espécies)
  - Gênero Psilopsiagon (2 especies, anteriormente em Bolborhynchus)
  - Gênero Bolborhynchus (3 espécies)
  - Gênero Touit (8 espécies)
  - Gênero Brotogeris (8 espécies)
  - Gênero Myiopsitta (1-2 espécies)
  - Gênero Forpus (7 espécies)